# Rheda
Rheda a fost un oraș de sine stătător în Regierungsbezirk Minden, din Renania de Nord-Westfalia. În anul 1970, în urma reformelor comunale a fost unit cu orașul Wiedenbrück și comunele Nordrheda-Ems, St. Vit, Batenhorst și Linte, formând orașul Rheda-Wiedenbrück.